# Conferencia de Humanidades Digitales
La Conferencia de Humanidades Digitales es una conferencia académica internacional en el campo de humanidades digitales organizada por la Alianza de Organizaciones de Humanidades Digitales (ADHO por sus siglas en inglés). Se celebra anualmente desde 1989.

## Historia
La primera conferencia de esta organización se celebró en 1989, en la Universidad de Toronto. Esta coincidió con la 16.ª reunión anual de la  Asociación de Informática Literaria y Lingüística (ahora Organización Europea de Humanidades Digitales) y la novena reunión anual de ls Conferencia sobre Ordenadores y las Humanidades (ICCH en sus siglas en inglés) patrocinada por la Asociación de Computadoras y Humanidades (ACH en sus siglas en inglés).

## Análisis y crítica
Un estudio de los resúmenes de esta conferencia entre 2004 y 2014 resalta algunas tendencias en su evolución como el índice creciente de los autores nuevos que se integran en el campo, y el predominio desproporcionado de los autores de América del Norte. Otro estudio (2000-2015) ofrece una mirada feminista y crítica de esta conferencia con propuestas para su diversidad. También se han publicado algunos detalles de las participaciones a este congreso en los años 2013, 2014, 2015, y 2016 en un blog.

## Conferencias
| Año  | Ubicación                                                                                    | Enlaces                                                            | Observaciones            |
| ---- | -------------------------------------------------------------------------------------------- | ------------------------------------------------------------------ | ------------------------ |
| 1990 | Universidad de Siegen, Alemania                                                              | Programa                                                           | 4–9 junio                |
| 1991 | Arizona Universidad Estatal, Tempe, Arizona, EE. UU.                                         | Programa                                                           | March 17–21              |
| 1992 | Oxford Universidad, Oxford, Inglaterra                                                       | Programa                                                           | 5–9 abril                |
| 1993 | Georgetown Universidad, Washington D. C., EE. UU.                                            | Programa                                                           | 16–19 junio              |
| 1994 | Sorbonne, París, Francia                                                                     | Programa                                                           | 19–23 abril              |
| 1995 | Universidad de California, Santa Bárbara, California, EE. UU.                                | Programa                                                           | 11–15 julio              |
| 1996 | Universidad de Bergen, Noruega                                                               | Sitio web                                                          | 25–29 junio              |
| 1997 | La universidad de la reina, Kingston, Ontario, Canadá                                        | Sitio web                                                          | 3–7 junio                |
| 1998 | Lajos Kossuth Universidad, Debrecen, Hungría                                                 | Sitio web                                                          | 5–10 julio               |
| 1999 | University of Virginia, Charlottesville, Virginia, EE. UU.                                   | Sitio web                                                          | 9–13 junio               |
| 2000 | Universidad de Glasgow, Escocia, Reino Unido                                                 | Sitio web                                                          | 21–25 julio              |
| 2001 | Universidad de Nueva York, EE. UU.                                                           | Sitio web,                                                         | 13–16 junio              |
| 2002 | Universidad de Tübingen, Alemania                                                            | Sitio web                                                          | 23–28 julio              |
| 2003 | Universidad de Georgia, Atenas, Georgia, EE. UU.                                             | Sitio web                                                          | 29 de mayo - 2 de junio  |
| 2004 | Universidad de Gothenburg, Suecia                                                            | Sitio web                                                          | 11–16 junio              |
| 2005 | Universidad de Victoria, británico Columbia, Canadá                                          | Sitio web Archivado el 26 de junio de 2016 en Wayback Machine.     | 15-18 junio              |
| 2006 | Sorbonne, París, Francia                                                                     | Sitio web                                                          | 5–9 julio                |
| 2007 | Universidad de Illinois, Urbana, Illinois, EE. UU.                                           | Sitio web                                                          | 2–8 junio                |
| 2008 | Universidad de Oulu, Finlandia                                                               | Sitio web                                                          | 25–29 junio              |
| 2009 | Universidad de Maryland, Parque Universitario, Maryland, EE. UU.                             | Sitio web                                                          | 20–25 junio              |
| 2010 | Londres Universitario de King, Reino Unido                                                   | Sitio web                                                          | 7–10 julio               |
| 2011 | Stanford Universidad, California, EE. UU.                                                    | Sitio web                                                          | 19–22 junio              |
| 2012 | Universidad de Hamburgo, Alemania                                                            | Sitio web Archivado el 23 de diciembre de 2018 en Wayback Machine. | 16–22 julio              |
| 2013 | Universidad de Nebraska-Lincoln, EE. UU.                                                     | Sitio web                                                          | 16–19 julio              |
| 2014 | Universidad de Lausanne y EPFL, Suiza                                                        | Sitio web                                                          | 8-12 julio               |
| 2015 | Universidad de Sídney Occidental, Australia                                                  | Sitio web                                                          | 29 de junio - 3 de julio |
| 2016 | Jagiellonian Universidad y Universidad Pedagógica de Kraków, Polonia                         | Sitio web                                                          | 10-16 junio              |
| 2017 | McGill Universidad y l'Université de Montréal, Montreal, Canadá                              | Sitio web                                                          | 1-4 agosto               |
| 2018 | El Colegio de México, UNAM, y Red de Humanidades Digitales (RedHD), Ciudad de México, México | Sitio web                                                          | 24-26 de junio           |
| 2019 | Utrecht, Netherlands                                                                         | Sitio web                                                          |                          |
| 2020 | Ottawa, Canadá                                                                               |                                                                    |                          |